# Parafia św. Krzysztofa w Gdańsku

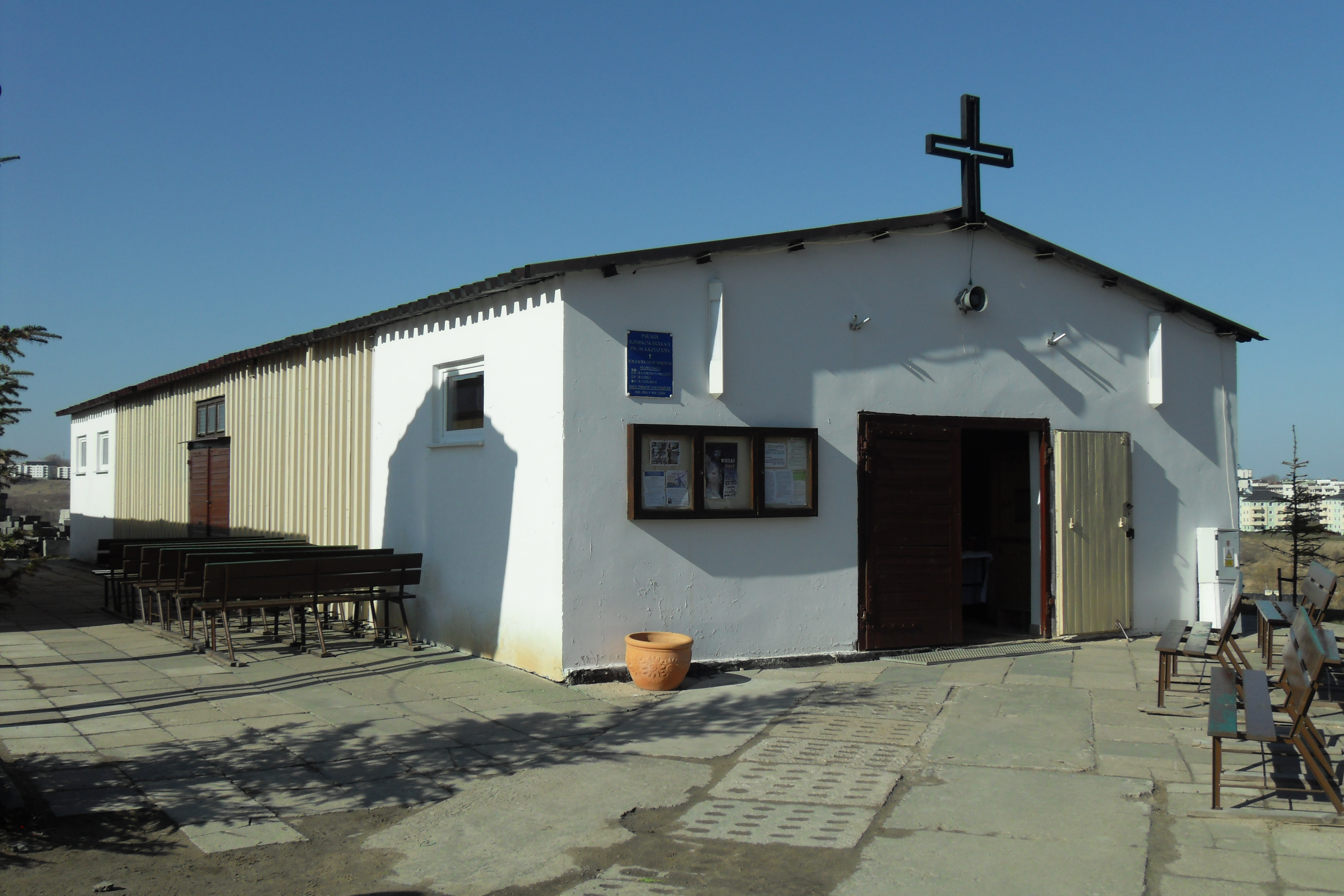
Były kościół parafialny (2012)

Parafia św. Krzysztofa w Gdańsku – parafia  rzymskokatolicka usytuowana w Gdańsku. Należy do dekanatu Gdańsk-Łostowice, który należy z kolei do archidiecezji gdańskiej.
Proboszczem parafii od 2005 jest ks. kan. Zdzisław Róż.

## Historia
- 22 czerwca 2005 roku – ustanowienie parafii